# فرانك جاي هينيسي
فرانك جاي هينيسي (بالإنجليزية: Frank J. Hennessy)‏ هو محامي أمريكي، ولد في 19 نوفمبر 1880 في نبراسكا في الولايات المتحدة، وتوفي في 18 مارس 1957 في لوس ألتوس في الولايات المتحدة.